# Sellyei József
Sellyei József (Sellyei S. József: született Miskovics József) (Vágsellye, 1904. január 4. – Vágsellye, 1941. március 6.) autodidakta író.

## Élete
Kisparaszti sorban született. Az érsekújvári gimnáziumban tanult tizenhárom éves koráig. Ekkor nagyszülei halála miatt hazatért földet művelni. Tizenhét évesen kezdett írogatni, első verseskötete nem keltett feltűnést. Gaál Gábor fedezte fel először, a Korunk közölte rendszeresen írásait. Fábry Zoltán is nagy tehetségnek tartotta. Szerkesztőinek köszönhetően megismerkedett a marxizmussal. Kezdetben a szociáldemokrata eszmékkel azonosult, később a Sarló mozgalom hatására még inkább balra tolódott. Rendszeresen írt riportokat a kormánypárti A Reggel számára. A korlátozott hely miatt legtöbb írása tárcaszerűen rövid.
Az 1930-as években már beérkezett író,  Móricz Zsigmond megismerkedik vele felvidéki útján. Szántani mentünk című novelláját közölte a Nyugat. (A kapcsolat később nem folytatódott, mert Gaál Gábor rossz szemmel nézte azt.) 1931-ben a Masaryk Akadémia kiadta első regényét (Elfogyott a föld alóla), A Reggel pedig folytatásokban közli a másodikat (Nádas Házak – ennek megjelenését már nem érte meg).
1938-ban Vágsellyét visszacsatolták Magyarországhoz. A budapesti kiadók nem vállalták kötetei kiadását baloldalisága és a csehszlovák kormánnyal való jó viszonya miatt. A Szép Szó és a Kelet Népe azonban közölte néhány elbeszélését. Ekkor már súlyos tüdőbeteg. A háború alatt halt meg.

## Művei
- Farsang legénye, 1929 (versek)
- Éjszaka írt novellák, 1932 (elbeszélések)
- Elfogyott a föld alóla, 1935 (regény)
- Nádas házak, 1957 (válogatott elbeszélések, szerk. Csanda Sándor)
- Mellnek szögezett bicska, 2003 (elbeszélések)